# WWE 2008 SmackDown vs Raw
WWE 2008 SmackDown vs Rawは、アメリカ合衆国のプロレス団体WWEを題材としたプロレスゲームである。対応機種はPS2、PS3、Wii、Xbox 360で、日本では2008年2月14日に発売された。
WWEの監修のもと、WWEのテレビ放送であるSMACKDOWN!、RAW、ECWに所属するスーパースターが実名で登場する。

## システム
攻撃方法は大きく打撃技とグラップルに分けられる。打撃技はパンチやキックなどでダメージを与える技で、グラップルは相手をつかんでからダメージを与える技である。防御は相手の打撃技やグラップルに対しタイミングよくカウンターのボタンを押すことで可能である。
ダメージを与えたりアピールをしたりすることでモメンタムゲージがたまっていき、満タンになった時点でより強力なフィニッシャーを使用することができる。なお、前作まではフィニッシャーアイコンをためることでいつでもフィニッシャーを出せるようにすることができたが、今作ではファイティングアイコンをためるというシステムに変更されたため、いつでもフィニッシャーを出せる状態にすることはできなくなった。
今作での大きな変更点として、ファイティングスタイルがある。乱闘技、ダーティ、ハードコア、ハイフライヤー、パワーハウス、ショーマン、テクニカル、サブミッションの計8種類あり、各レスラーは2つのファイティングスタイルを持っている。各ファイティングスタイルにはそれぞれ固有の特殊技が用意されているほか、メインに指定したスタイルではファイティングアイコンを使用することで、さらに強力な特殊技を発動することができる。

## ゲームモード
- PLAY NOW
大まかな設定ですぐに試合が開始できるモード。
- EXHIBITION
試合の形式、ルール、試合会場など細かく設定した上で試合を開始するモード。
- GAME MODES
  - 24/7MODE
自分がスーパースターかGMになり、1年間をすごしていくモード。
  - Tournament Modes
トーナメントで試合を行うモード。
  - Hall of Fame
決められたスーパースターと試合設定で試合を行うモード。クリアすると特典がある。
  - Shop
24/7MODEなどで貯めたお金で、新たなスーパースターやクリエイトムーブ、ベルトなどを購入し使用できるようになる。
- CREATE MODES
  - Create A Move-Set
スーパースターの技などを設定できるモード。
  - Create A Stable
ステーブルを設定できるモード。
  - Create A Superstar
スーパースターを作ることが出来るモード。
  - Create An Entrance
入場の際の動きを作ることが出来るモード。
  - Create A Championship
チャンピオンシップを作ることが出来るモード。
- ONLINE（Xbox 360版ではXbox LIVE）
オンラインで他のゲームプレイヤーと対戦できるモード。
- OPTIONS
各種設定が出来るモード。

## 試合形式
通常のシングルマッチやタッグマッチに加え、WWEで実際に行われているさまざまな試合形式を選択することが可能となっている。また、今作から新たに「ECWエクストリームマッチ」が選択可能となった。
以下に選択可能な試合形式を示す。
- スチールケージマッチ
- ハードコアマッチ
- ヘル・イン・ア・セル
- ファースト・ブラッド・マッチ
- テーブルマッチ
- ラダー・マッチ
- TLCマッチ
- バリード・アライブ・マッチ
- マネー・イン・ザ・バンク・ラダー・マッチ
- アイアンマン・マッチ
- ラストマン・スタンディング・マッチ
- バトルロイヤル
- ロイヤルランブル
- エリミネーション・チェンバー・マッチ
- ECWエクストリームマッチ

## 登場スーパースター

### RAW
- ボビー・ラシュリー
- カリート
- ジェフ・ハーディー
- ジョン・シナ
- JTG
- キング・ブッカー
- Mr.ケネディ
- ランディ・オートン
- サンドマン
- シャド
- ショーン・マイケルズ
- スニツキー
- トリプルH
- ウマガ
- ウイリアム・リーガル
- キャンディス・ミシェル （ディーヴァ）
- メリーナ （ディーヴァ）
- ミッキー・ジェームス （ディーヴァ）

### SMACKDOWN!
- バティスタ
- チャボ・ゲレロ
- クリス・マスターズ
- エッジ
- フィンレー
- グレゴリー・ヘルムズ
- ケイン
- ケニー・ダイクストラ
- マーク・ヘンリー
- マット・ハーディー
- MVP
- レイ・ミステリオ
- リック・フレアー
- ザ・グレート・カリ
- ジ・アンダーテイカー
- アシュリー（ディーヴァ）
- ミシェル・マクール（ディーヴァ）
- トリー・ウィルソン（ディーヴァ）

### ECW
- CMパンク
- イライジャ・バーク
- ジョニー・ナイトロ
- マーキス・コー・ヴァン
- サブゥー
- テリー・ファンク
- トミー・ドリーマー
- ハードコア・ホーリー（海外ＤＳ版限定）
- ケリー・ケリー （ディーヴァ）

### LEGEND＆AFTER
- ブレット・ハート
- エディ・ゲレロ（海外ＰＳＰ版限定）
- JBL
- ジム・ナイドハート（海外ＰＳＰ版限定）
- ミック・フォーリー
- リック・ルード
- ロディ・パイパー
- ザ・ロック
- サージェント・スローター（海外ＰＳＰ版限定）
- シェイン・マクマホン
- ストーン・コールド・スティーブ・オースチン
- ビンス・マクマホン